# Fachwerkkirche Sellnrod

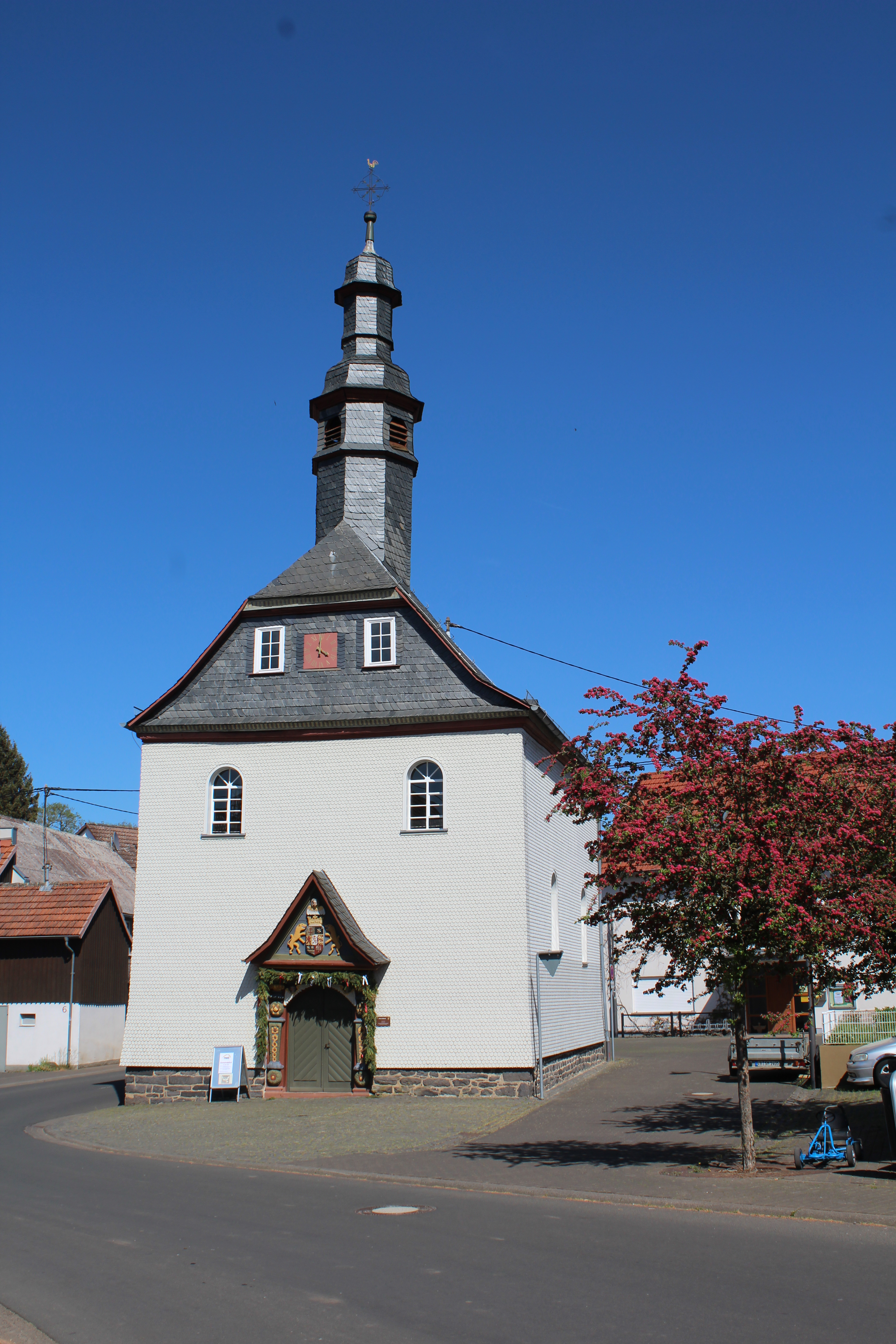
Fachwerkkirche Sellnrod von Westen

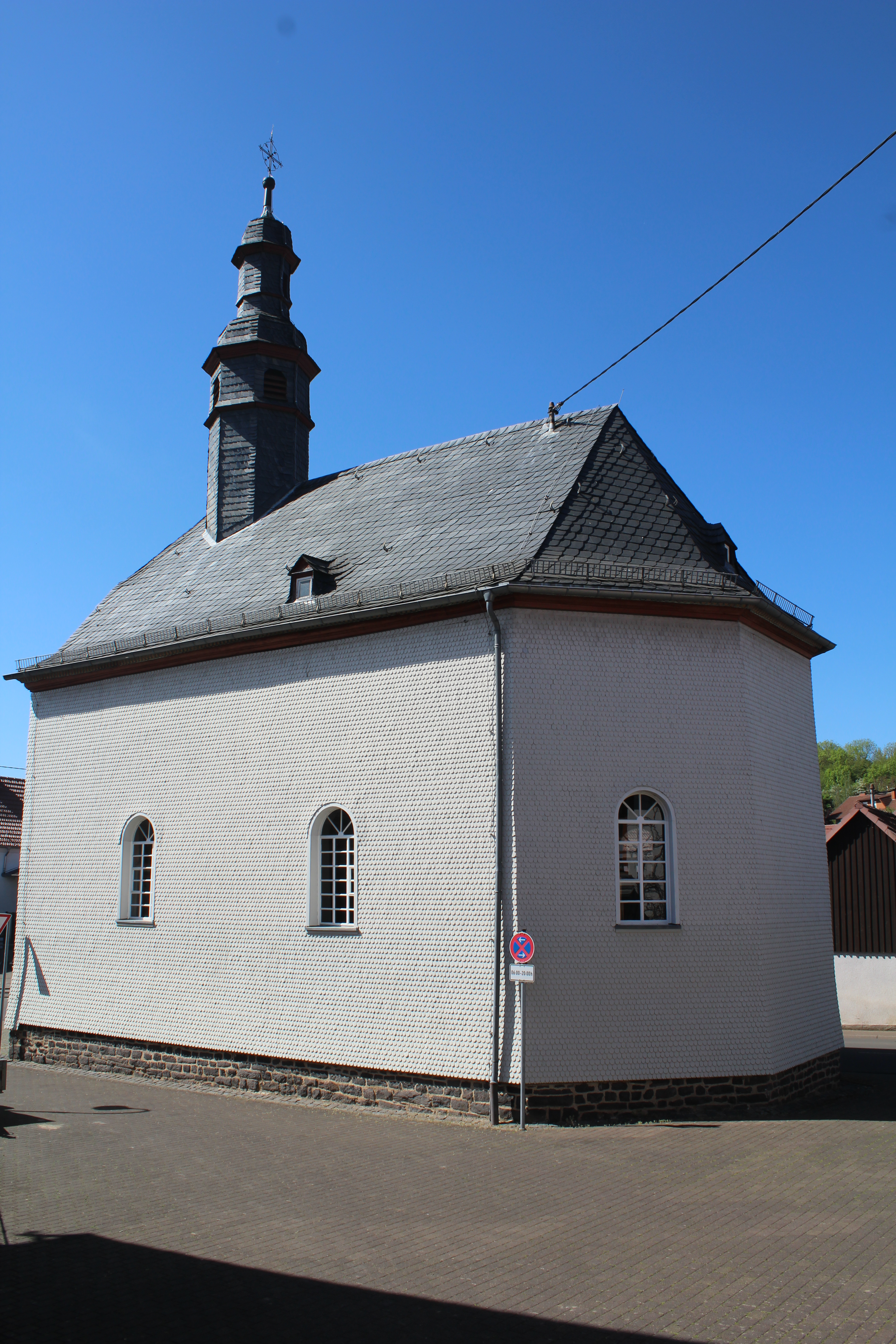
Ansicht von Südosten

Die Fachwerkkirche Sellnrod steht im gleichnamigen Ortsteil der Gemeinde Mücke (Hessen) im Vogelsbergkreis in Hessen. Die barocke Saalkirche mit dreiseitigem Ostschluss und Haubendachreiter im Westen wurde 1697 bis 1698 errichtet. Heute ist die Fachwerkkirche vollständig verschindelt.
Die Kirchengemeinde Sellnrod/Altenhain bildet mit der Kirchengemeinde Freienseen eine Gesamtkirchengemeinde, die zum Dekanat Gießener Land in der Propstei Oberhessen der Evangelischen Kirche in Hessen und Nassau gehört.

## Geschichte
In vorreformatorischer Zeit war am Standort der heutigen Kirche oder in der Nähe eine kleine Kapelle errichtet. Mit Einführung der Reformation wechselte Sellnrod zum evangelischen Bekenntnis, wahrscheinlich ab 1527 unter Johannes Schmierer, Pfarrer von Bobenhausen. Bis 1637 war Sellnrod Filiale im Kirchspiel Bobenhausen und wurde dann zur selbstständigen Pfarrkirche erhoben.
1697/1698 wurde die heutige Kirche in der Mitte des Dorfes von dem Zimmerer Hans Georg Haubruch aus Herbstein errichtet. Die Planung hatte der Landesbaumeister Johann Ernst Müller aus Gießen. Eine Kooperation der beiden fand wohl auch an den Fachwerkkirchen in Breungeshain und Dirlammen statt. Für den Bau des Selnnroder Gotteshauses stellte Landgraf Ernst Ludwig 80 Eichenstämme zur Verfügung.
Die Kirche besaß historisch eine Verkleidung aus Holzschindeln, die 1956 entfernt wurde. In der Folge erlitt das nun freigelegte Fachwerk Schäden aufgrund eingedrungenen Wassers. Bei einer Sanierung 1996 wurden die Schäden bemerkt und beseitigt und eine Bausicherung durchgeführt, um das Gebäude zu stabilisieren. Zunächst wurden drei Seiten neu verschindelt, die Portalseite blieb zunächst frei. Als 2011 festgestellt wurde, dass sich in diesem Teil mehrere Arten von Holzpilzen angesiedelt hatten, wurde auch diese Seite wieder verkleidet. Die Sockel der Türumrahmung wurden durch Sandstein ersetzt und einige schadhafte Holzbalken und die Gefache erneuert.

## Architektur

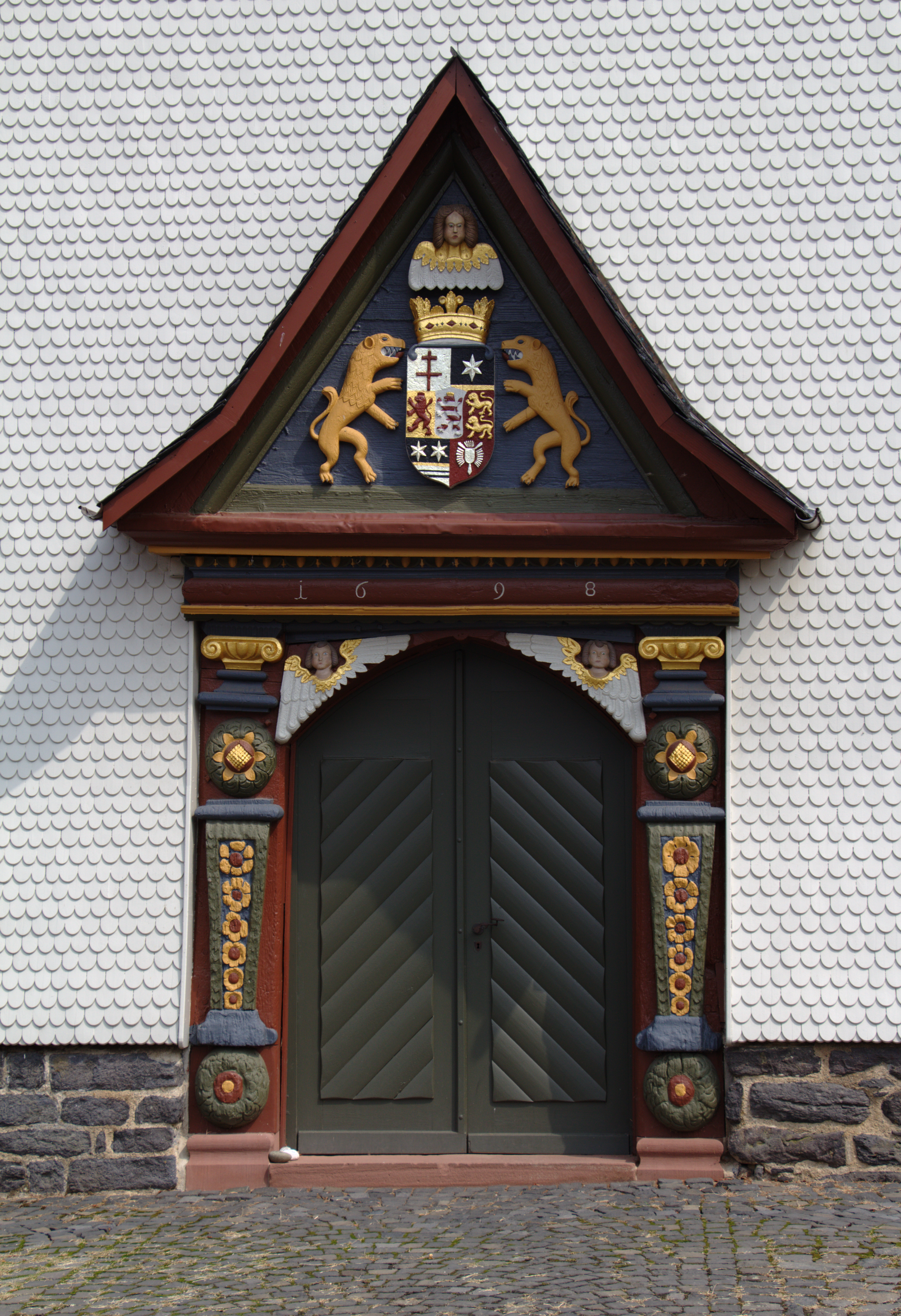
Das Kirchenportal mit dem hessischen Wappen

Die geostete und an allen Seiten verschindelte Kirche wird von einem im Westen abgewalmten, verschieferten Dach bedeckt. Das Fachwerk in Stockwerkbauweise hat fünf durchlaufende Riegel, die durch V-förmige Streben verstärkt werden. Das höhere Untergeschoss umfasst vier Ebenen, das Obergeschoss zwei Ebenen. Im gesamten Obergeschoss werden die Streben durch Halsriegel und Knaggen zum Hessenmann-Motiv ausgebaut. Das Mann-Motiv findet sich in großer Form nur in der Mitte der Südseite, wo es die vier unteren Ebenen einnimmt. Ansonsten hat das Untergeschoss V-Streben unterschiedlicher Höhe, aber immer symmetrisch. Die Langseiten sind unterschiedlich gestaltet, da an der Südseite keine Empore eingebaut ist.
Der Innenraum wird an allen vier Seiten durch je zwei Rundbogenfenster mit Sprossengliederung belichtet. Im Giebelbereich der Westseite und an der Nordseite unterhalb der Traufe sind je zwei kleine hochrechteckige Fenster zur Belichtung des Dachbodens eingelassen.
Besonderes bauliches Merkmal ist der „höchste und schlankeste Dachreiter des Vogelsbergs“ auf der Westseite über dem barocken Portal. Der vollständig verschieferte, achtseitige Dachreiter ist mehrfach gestuft und wird von einem Turmknauf, Kreuz und vergoldeten Wetterhahn bekrönt.
Das rundbogige Portal selbst ist reich verziert mit einem pilasterartigen Rahmen im Stil der Volkskunst und im Türsturz mit der Jahreszahl 1698 bezeichnet. Die Zwickel werden von geflügelten Engelköpfen verziert. Darüber findet sich in einem Dreiecksgiebel das Wappen der Landgrafen von Hessen-Darmstadt, gehalten von zwei steigenden Löwen. Das landgräfliche Wappen findet sich auch über den Portalen in Büßfeld und Breungeshain.

## Ausstattung

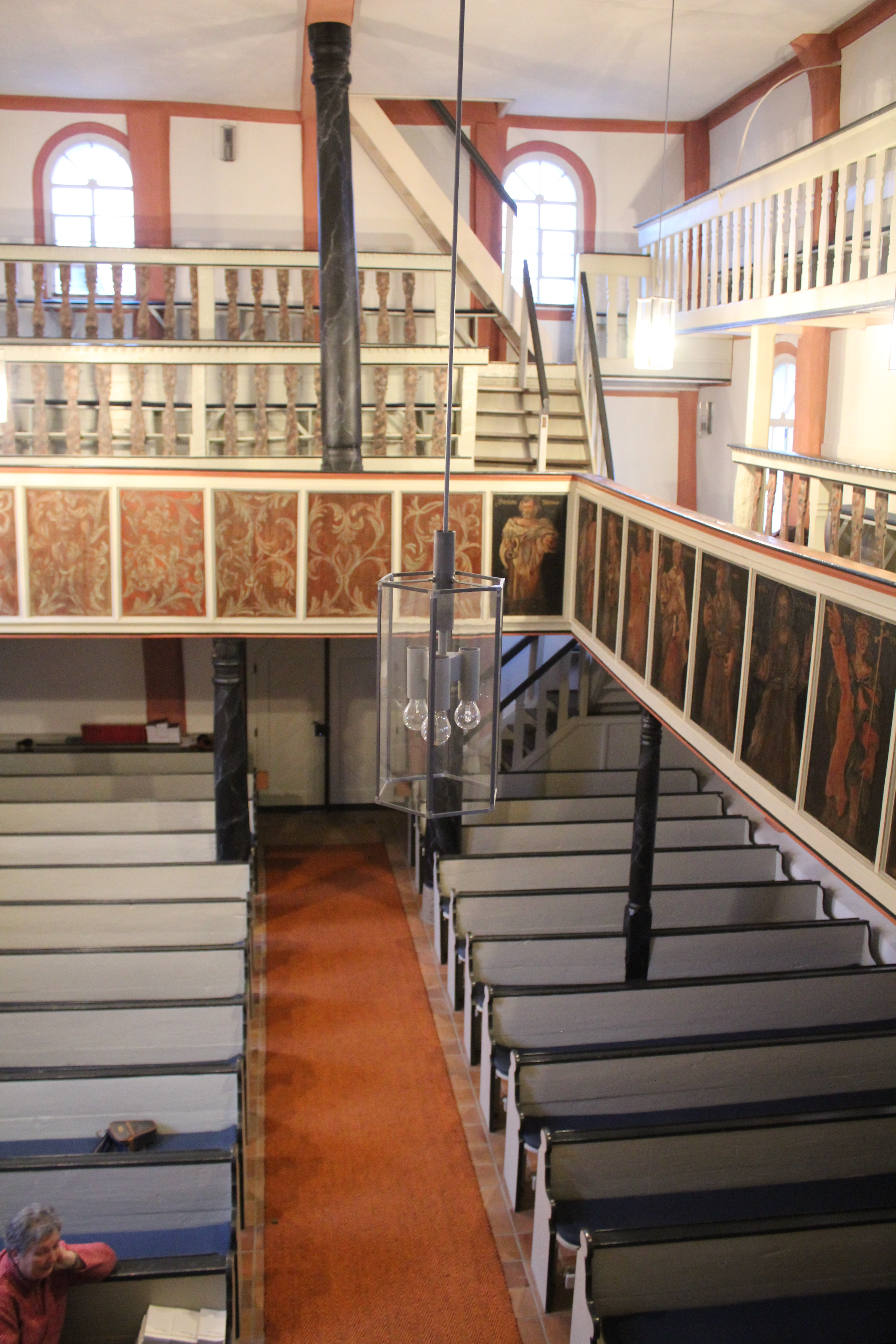
Gestaffelte Emporen Richtung Westen

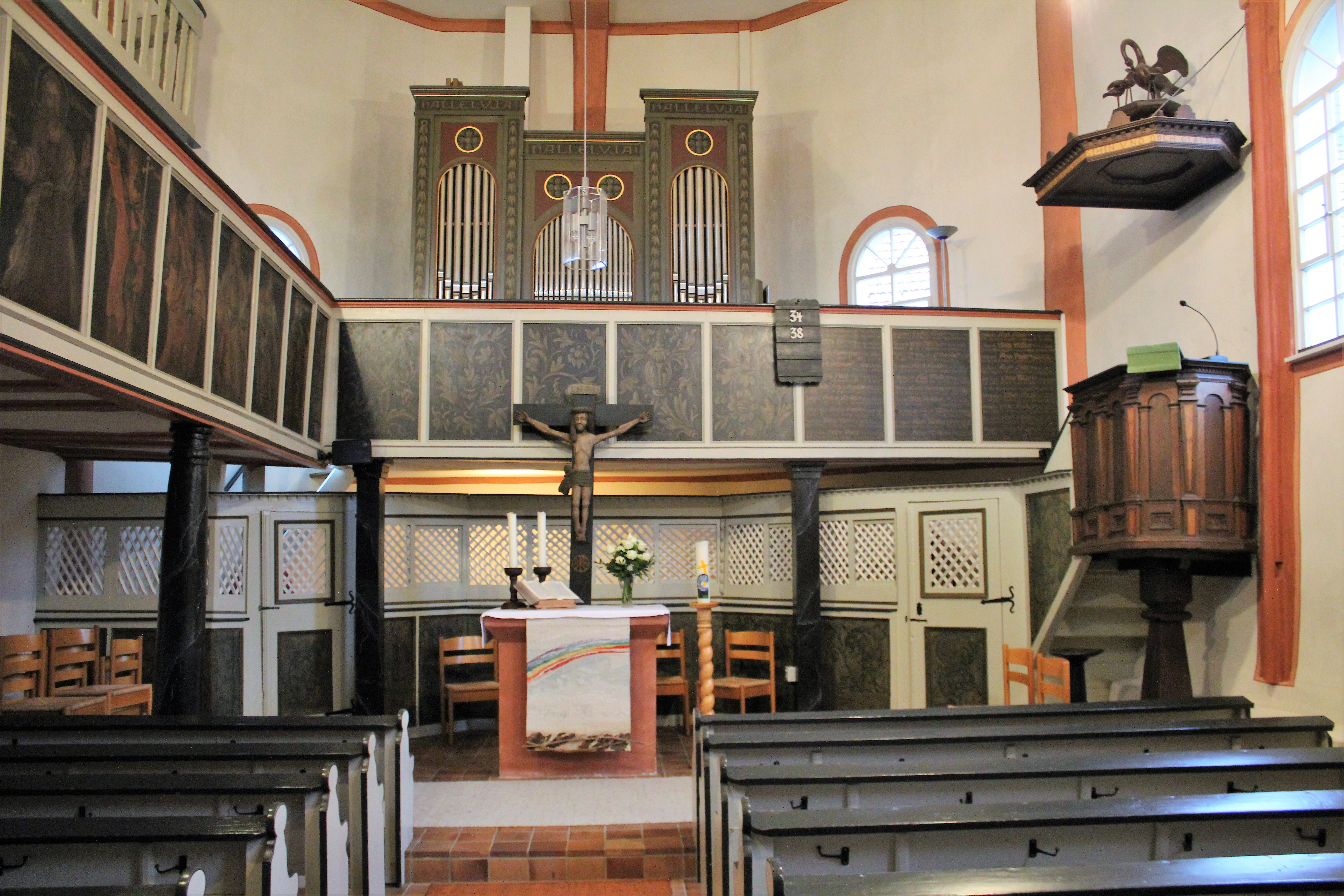
Blick auf den Altarbereich

Der Innenraum wird von einer Flachdecke abgeschlossen, die von Wandstützen und einem Längsunterzug getragen wird. Eine Säule auf der Westempore stützt den Unterzug und auch den Dachreiter. Die Längs- und die Querempore im Kircheninneren sind dreifach übereinander gestaffelt. Auf der Nordseite zeigen die Füllungen der Emporenbrüstung Christus, der von elf Apostel mit ihren Symbolen umgeben wird. Simon Petrus nimmt den Platz ganz rechts an der Westempore ein. Die Ostempore dient als Aufstellungsort für die Orgel. Die Füllungen der Queremporen sind mit Rankenwerk bemalt. Die oberen Emporen haben Bretterdocken. Der Bereich unterhalb der Orgelempore wird durch eine hölzerne Schranke, die im oberen Teil durchbrochenes Rautenwerk aufweist, vom Gemeinderaum abgetrennt und dient als Sakristei.
Eine Besonderheit stellt die holzsichtige, spätmanieristische Kanzel an der emporenfreien Südseite dar, da sie älter als die Kirche ist und mit dem Jahr 1608 datiert ist. Die Kanzelfelder des polygonalen Kanzelkorbs haben zwischen konischen Pilastern schlanke Rundbögen, die für das frühe 17. Jahrhundert kennzeichnend sind. Auf dem Schalldeckel steht ein hochbeiniger Pelikan, der in der christlichen Ikonographie den Tod Christi symbolisiert, der sein Blut für die Menschheit opfert. Eine Umschrift zitiert den Bibelvers aus Joh 20,29 : „SELIG SEIN DIE NICHT SEHEN VND DOCH GLAVBEN“.
Der schlichte Blockaltar wird von einer überstehenden Mensaplatte über Schräge bedeckt. Auf ihm steht ein hölzernes Altarkreuz mit einem Volkskunst-Kruzifix des Dreinageltypus aus barocker oder nachbarocker Zeit. Unter der Orgelempore sind besondere Stühle eingebaut, die im oberen Teil durch ein hölzernes Rautengitter abgetrennt sind. Sie wurden von Johann Georg Stockmann aus Bobenhausen gestiftet.
An den Langseiten sind an den Wänden einige barocke Grabsteine aus hellem Sandstein angebracht. Sie sind in mehrere Felder unterteilt, die meistens eine Darstellung des Gekreuzigten mit dem Verstorbenen und seiner Familie und ein Schriftfeld in einer ovalen Kartusche zeigen.

## Orgel

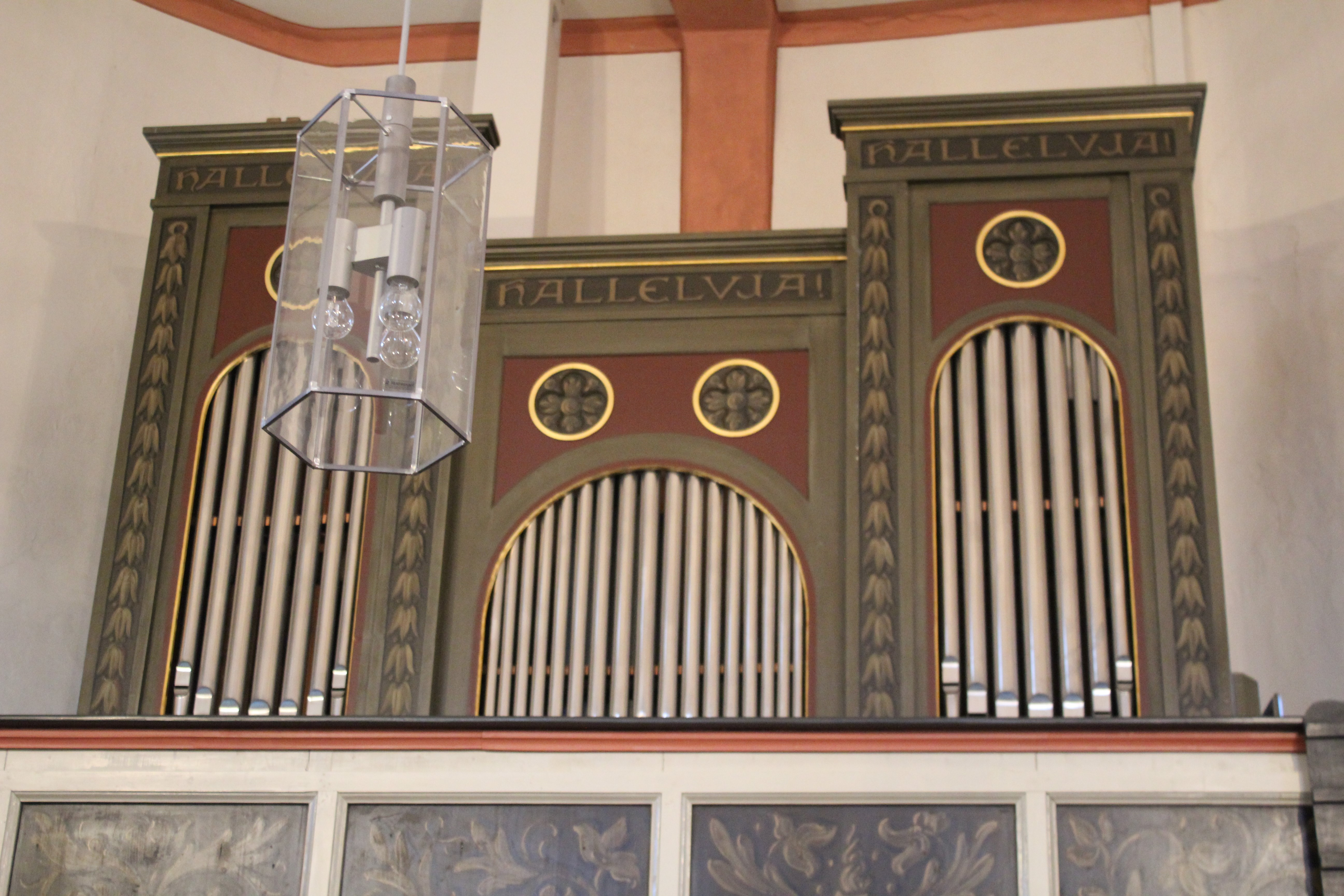
Förster-Orgel von 1889

Über die Vorgängerorgel ist so gut wie nichts bekannt. Sie wurde im Zuge der Neuanschaffung 1889 für 24 Mark in Zahlung gegeben. Die Gemeinde erwog zunächst, ein gebrauchtes Instrument von Heinrich Bechstein (Groß-Umstadt) zu erwerben, entschied sich dann aber für einen Neubau in einer öffentlichen Ausschreibung. Angebote gingen von Adam Karl Bernhard und Johann Georg Förster ein. Förster unterbreitete im Mai 1888 zwei Optionen. Der Vertrag wurde am 1. Oktober 1888 geschlossen, die Einweihung erfolgte am 15. Juni 1889. Die Kosten betrugen 1686 Mark. Im Jahr 1897 reparierte Förster die durch Feuchtigkeit aufgequollenen Bälge. Förster & Nicolaus Orgelbau führte 1980 eine Reparatur durch und ersetzte die im Weltkrieg für Rüstungszwecke abgelieferten Prospektpfeifen. Die Disposition lautet wie folgt:
| I Manual C–f3      |    |
| Prinzipal          | 8′ |
| Bourdun            | 8′ |
| Salicional         | 8′ |
| Octave             | 4′ |
| Flauto travers     | 4′ |
| Octave             | 2′ |
| Mixtur Cornett III | 2′ |

| Pedal C–d1 |     |
| Subbass    | 16′ |

- Koppeln: I/P